# مارسيل جاكوبس
مارسيل جاكوبس (بالإيطالية: Marcell Jacobs)‏ هو منافس ألعاب قوى إيطالي، ولد في 26 سبتمبر 1994 في إل باسو في الولايات المتحدة.

## وصلات خارجية
- مارسيل جاكوبس على موقع الاتحاد الدولي لألعاب القوى (الإنجليزية)
- مارسيل جاكوبس على موقع الاتحاد الأوروبي لألعاب القوى (الإنجليزية)
- مارسيل جاكوبس على موقع الاتحاد الإيطالي لألعاب القوى (الإيطالية)
- مارسيل جاكوبس على موقع اللجنة الأولمبية الدولية (الإنجليزية)
- مارسيل جاكوبس على موقع أوليمبيديا (الإنجليزية)
- مارسيل جاكوبس على موقع اللجنة الأولمبية الإيطالية (الإيطالية)